# Classici Rizzoli
I Classici Rizzoli è stata una collana pubblicata dalla Rizzoli Editore.
Fu fondata nel 1934 sotto la direzione di Ugo Ojetti, pubblicando, in edizione pregiata con cofanetto, autori delle letterature italiana, francese, tedesca, inglese. In seguito fu diretta da Maurizio Vitale. Vari titoli presentati nella collana sono oggi pubblicati nelle edizioni economiche della BUR, mentre la maggior parte degli altri risultano ormai esauriti da decenni; l'ultimo volume della collezione fu pubblicato nel 1999.

## Titoli
1934
- Giuseppe Rovani, Cento anni. Opera completa, 2 voll., Prefazione, note e commenti di Beniamino Gutierrez
- Torquato Tasso, Poesie, a cura di Francesco Flora

1935
- Mistici del Duecento e del Trecento, a cura di Arrigo Levasti
- Cronisti del Trecento, a cura di Roberto Palmarocchi
- Alessandro Dumas,  I tre moschettieri, trad. Giuseppe Aventi

1936
- I lirici del Seicento e dell'Arcadia, a cura di Carlo Calcaterra
- Galileo Galilei, Opere, 2 voll., a cura di Sebastiano Timpanaro

1937
- Baldassar Castiglione - Giovanni Della Casa, Opere, a cura di Giuseppe Prezzolini, contiene: Il Cortegiano, Egloga, Tirsi, Canzoni, Sonetti, Lettere
- Giacomo Leopardi, Opere, 3 voll., a cura di Giuseppe De Robertis

1938
- Giuseppe Mazzini, Opere, 2 voll., a cura di Luigi Salvatorelli

1939
- Niccolò Machiavelli, Opere, 2 voll., a cura di Antonio Panella
- Vincenzo Monti, Opere scelte, a cura di Cesare Angelini
- Gasparo Gozzi, Opere scelte, a cura di Enrico Falqui

1940
- Vittorio Alfieri, Opere, 2 voll., a cura di Francesco Maggini, vol. I: Tragedie, Rime, Misogallo, Epigrammi, Satire, Commedie; vol. II: Vita, Giornali, Annali, Scritti politici e letterari, Lettere

1941
- Francesco Guicciardini, Opere, a cura di Roberto Palmarocchi, 2 voll., vol. I: Storia d'Italia; vol. II: Lettere (1942)

1942
- Giorgio Vasari, Le Vite, a cura di Carlo Ludovico Ragghianti, 4 voll. (vol. I, 1942; vol. II, 1943; vol. III, 1943; vol. IV, 1949)
- Alessandro Tassoni, Opere.

1944
- Ludovico Ariosto, Opere, 2 voll. (Orlando furioso), a cura di Mario Apollonio

1946
- Charles Dickens, Annali postumi del Circolo Pickwick, nuova traduzione integrale di Augusto C. Dauphiné, illustrazioni di Gustavino

1953
- Platone, I Dialoghi, le Apologie e le Epistole, nella versione e interpretazione di Enrico Turolla, 3 voll.

1956
- Ugo Foscolo, Opere, 2 voll., a cura di Guido Bezzola, vol. I: Poesie e prose d'arte; vol. II: Prose polemiche e critiche,
- Poeti giocosi del tempo di Dante, a cura di Mario Martì

1957
- Franco Sacchetti, Opere, a cura di Aldo Borlenghi
- Francesco Petrarca, Rime e Trionfi
- Giuseppe Parini, Opere, a cura di Giuseppe Petronio
- Romanzi dei Reali di Francia, a cura di Adelaide Mattaini

1958
- Giovanni Boccaccio, Decameron. Nella sua assoluta integralità e corredata da un fitto apparato di note storiche, linguistiche e interpretative, da una nota biografica e bibliografica e da accurati indici, questa nuova edizione del capolavoro boccaccesco è stata curata da Mario Marti, che in una introduzione critica presenta la figura del Boccaccio nell'ambito della Firenze trecentesca e inquadra acutamente l'atmosfera culturale e sociale in cui il Decameron vide la luce
- Carlo Goldoni, Commedie, a cura di Giuseppe Petronio, 2 voll.

1959
- Giambattista Vico, Opere, a cura di Paolo Rossi
- Carlo Porta, Poesie, a cura di Gabriele Fantuzzi, versione italiana a fronte
- Commedie del Cinquecento, 2 voll., a cura di Aldo Borlenghi

1960
- Dante Alighieri, La Divina Commedia e Opere minori, 3 voll., a cura di Daniele Mattalia, vol. I: Inferno, Purgatorio; vol. II: Paradiso; vol. III: Opere minori: Rime, Vita nuova, Convivio, De vulgari eloquentia, De monarchia, Epistole, Egloge, Quaestio de aqua et terra, con il rimario.

1961
- Alessandro Manzoni, I promessi sposi e Storia della colonna infame, a cura di Guido Bezzola
- Alessandro Manzoni, Opere varie, a cura di Guido Bezzola
- Torquato Tasso, Opere 5 voll., a cura di Bruno Maier, (vol. I: Aminta, Amor fuggitivo, Intermedi, Rime; vol. II: Rime, Rinaldo, Re Torrismondo; vol. III: Gerusalemme liberata; vol. IV: Il mondo creato et al.; vol V: Dialoghi et al.),
- Luigi Pulci, Il Morgante, a cura di Raffaello Ramat

1962
- Novelle del Quattrocento. Geta e Birria. Madonna Elena. Liombruno. San Bernardino. Il Paradiso degli Alberti. Gentile Sermini. Novella del bianco Alfani. Novella del Grasso legnaiuolo. Masuccio Salernitano. Sabadino degli Arienti. Ludovico Carbone. Antonio Cornazano. Motti e facezie del piovano Arlotto. Novella di Giacoppo. Il bel libretto. Leonardo da Vinci, a cura di Aldo Borlenghi
- Illuministi settentrionali, a cura di Sergio Romagnoli

1963
- William Shakespeare, Opere complete, 3 voll., nuovamente tradotte e annotate da Gabriele Baldini, vol. I: commedie; vol. II: drammi storici inglesi, poemetti, sonetti e poesie varie; vol. III: tragedie
- Torquato Tasso, Opere, volume terzo: Gerusalemme liberata, a cura di Bruno Maier, con rimario

1964
- Ludovico Ariosto, Opere minori, a cura di Aldo Vallone
- Scrittori politici del '500 e '600. Sono qui raccolti i testi più significativi del pensiero politico italiano quale si manifesta nella singolare attività storico-culturale di alcuni scrittori della seconda metà del Cinquecento e del primo Seicento: da Il mondo savio e pazzo di Anton Francesco Doni; La città felice di Francesco Patrizi; da Della Repubblica di Genova di Uberto Foglietta; Della perfezione della vita politica di Paolo Paruta; dagli Avvedimenti civili di Gianfrancesco Lottini; da Della Ragion di Stato di Giovanni Botero; da La Repubblica immaginaria di Ludovico Agostini; La città del sole di Tommaso Campanella; La libertà ecclesiastica di Paolo Sarpi; Il Belluzzi o La città felice di Ludovico Zuccolo. L'edizione, curata da Bruno Widmar, è criticamente annotata ed ha una introduzione generale e introduzioni critico-bibliografiche ai singoli autori,
- Torquato Tasso, Opere, volume quarto: Opere varie, Dialoghi, a cura di Bruno Maier

1965
- Giovanni Meli, Opere, a cura di Giorgio Santangelo, vol. I: La buccolica, la lirica, poesie diverse, con uno studio critico di Giorgio Santangelo; vol. II: Favole morali, La fata galante, Don Chisciotte e Sancho Panza, Poesie postume,
- Pietro Metastasio, Opere

1966
- Francesco De Sanctis, Scritti critici. Dai saggi critici e dai nuovi saggi critici. Dalle lezioni della prima scuola. Dalle lezioni zurighesi. Dalle lezioni napoletane. Dal saggio critico sul Petrarca. La scienza e la vita. Zola e L'Assomoir. Il darwinismo nell'arte. Dallo studio su G. Leopardi. Dalla giovinezza, A cura di Gianni Scalia

1967
- Giuseppe Baretti, Opere, a cura di Franco Fido, prefazioni di P. Cornelio
- Giambattista Marino, Opere, a cura di Vitale e Alberto Asor Rosa

1968
- Benvenuto Cellini, Opere, a cura di Bruno Maier, contiene: La Vita, Trattati, Rime, Lettere
- Giovanni Meli, Opere, a cura di Giorgio Santangelo, vol. II: Favole morali, la fata galante, Don Chisciotte, poesie postume.

1969
- Giovanni Boccaccio, Opere minori in volgare, a cura di Mario Martì, 4 voll.
- Scienziati del Seicento, a cura di Maria Luisa Altieri Biagi

1971
- Giorgio Vasari, Le Vite, a cura di Licia e Carlo Ludovico Ragghianti, testo criticamente approntato da Giuliano Innamorati sull'edizione giuntina del 1568, 4 voll.

1972
- Giovanni Boccaccio, Opere minori in volgare, volume quarto: Caccia di Diana, Rime, Corbaccio, Trattarello, Esposizioni, Lettere, a cura di Mario Martì

1973
- Alessandro Manzoni, Opere, 3 voll., a cura di Guido Bezzola (vol. I: Poesie e tragedie; vol. II: I Promessi Sposi; vol. III: Opere varie)

1974
- Ludovico Ariosto, Orlando Furioso, a cura di Gioacchino Paparelli

1984
- Joseph de Maistre, Il Papa, note a cura di Jacques Lovie e Joannes Chetail, Introduzione di Carlo Bo

1985
- Il breviario dei laici. A cura di Luigi Rusca
- David Herbert Lawrence, Romanzi giovanili: Il pavone bianco, Il trasgressore, Figli e amanti
- Muhammad Ibn Ǧarīr al Tabarī, Vita di Maometto, a cura di Sergio Noja Nosedo
- Colette, Claudine. Claudine a scuola / Claudine a Parigi / Claudine sposata / Claudine se ne va, trad. di Laura Marchiori, Introduzione di Carlo Bo

1986
- Romanzi picareschi. A cura di Carlo Bo [contiene: Lazarillo de Tormes, Guzmán de Alfarache, Rinconete e Cortadillo, Vita del Pitocco ]

1989
- Le mille e una notte. Testo stabilito sui manoscritti originali del XIII secolo da René R. Khawam, 2 voll.

1990
- François Villon, Lascito, Testamento e Poesie diverse. A cura di Mariantonia Liborio, testo francese a fronte
- Tito Lucrezio Caro, La natura delle cose. Traduzione di Luca Canali
- Johann Wolfgang Goethe, Il divano occidentale-orientale. A cura di Ludovica Koch e Ida Porena

1991
- William Shakespeare, Sonetti. A cura di Alessandro Serpieri
- Giovanni della Croce, Cantico spirituale. A cura di Norbert von Prellwitz
- Altre storie dalle Mille e una notte. Le avventure di Sindbâd, Aladino, Hasan di Basra. Testo stabilito sui manoscritti originali da René R. Khawam

1992
- Alexis de Tocqueville, La democrazia in America, A cura di Giorgio Candeloro
- Gerard Manley Hopkins, Dalle foglie della Sibilla. Poesie e prose (1863-1888), A cura di Viola Papetti, ISBN 978-88-171-8714-5
- Gustave Flaubert, vol. I: Bouvard e Pécuchet. Canovacci; vol. II: Sciocchezzaio. Dizionario dei luoghi comuni. Catalogo delle idee chic, a cura di Lea Caminiti Pennarola. Prefazione di Roger Kempf. Traduzione di Gioia Angiolillo Zannino, 2 voll. in cofanetto, ISBN 978-88-171-8711-4

1993
- Baldassarre Castiglione, Il Cortigiano, versione in italiano moderno di Carmen Covito e Aldo Busi
- Sören Kierkegaard, Stadi sul cammino della vita. A cura di Ludovica Koch
- Christoph Martin Wieland, Oberon. Poema eroico romantico in 12 canti. Traduzione di Elena Croce

1994
- Federico García Lorca, Poesie. A cura di Norbert von Prellwitz, 2 voll.
- Charles Dickens, Dombey e figlio. Introduzione di Steven Marcus, traduzione e note di Gioia Angiolillo Zannino

1995
- I Romantici tedeschi. Narrativa, lirica - Filosofia, politica, storia - Religione - Psicologia, scienze naturali - Teatro, epistolari. A cura di Giuseppe Bevilacqua, 5 voll.
- Il salotto delle fate. Racconti fantastici francesi del XVII e del XVIII secolo. Introduzione di Raymonde Robert, a cura di Basilio Buoni

1996
- Omero, Iliade. Traduzione di Giovanni Cerri. Commento di Antonietta Gostoli. Con un saggio di Wolfgang Schadewaldt

1997
- Arthur de Gobineau, Saggio sulla disuguaglianza delle razze umane. Introduzione di Jean Boissel. Traduzione di Francesco Maiello, ISBN 978-88-171-8931-6

1998
- Torquato Tasso, Dialoghi. A cura di Giovanni Baffetti, 2 voll., Introduzione di Ezio Raimondi
- Wu Cheng'en, Viaggio in Occidente. A cura di Serafino Balduzzi

1999
- Juan Ruiz, Libro del buon amore. Traduzione di Vincenzo La Gioia. Introduzione e note di Giuseppe di Stefano. Testo spagnolo a fronte
- Tavola Ritonda. A cura di Emanuele Trevi.